# Tillandsia mateoensis
Tillandsia mateoensis är en gräsväxtart som beskrevs av Renate Ehlers. Tillandsia mateoensis ingår i släktet Tillandsia och familjen Bromeliaceae. Inga underarter finns listade i Catalogue of Life.